# Noc i Dzień (rzeźba)
Noc i Dzień (Nagrobek Medyceuszy), jest to nagrobek Juliana Medyceusza wykonany przez Michała Anioła. Powstawał w latach 1520–1534. Znajduje się w Kaplicy Medyceuszy przy bazylice San Lorenzo we Florencji.
Jest to drugi nagrobek autorstwa Michała Anioła wykonany dla Medyceuszy.
Kompozycja pozostaje w ścisłej harmonii wizualnej z architekturą kaplicy.
Julian lewą ręką przytrzymuje buławę - symbol dowodzenia oddziałami papieskimi, a w prawej dłoni trzyma dwie monety – jest to aluzja do jego wspaniałomyślności. Zbroja w stylu antycznym okrywa silne i muskularne ciało - nawiązania ikonograficzne do posągów rzymskich imperatorów.
Pod rzeźbą Juliana Medyceusza znajdują się dwie inne rzeźby: Noc i Dzień.
- Noc (z lewej) jako jedyna w swojej serii jest wyposażona w dodatkowe atrybuty: księżyc, gwiazdę w koronie, maki, maskę (prawdopodobnie autoportret artysty) i sowę (ptak nocy- zwiastun nieszczęść).

- Dzień (z prawej) - symbolizuje światło Chrystusa, ogień, działanie.